# Amor último modelo
Amor último modelo es una película de Argentina en blanco y negro dirigida por Roberto Ratti según el guion de Ariel Cortazzo y Conrado de Koller que se estrenó el 16 de diciembre de 1942 y que tuvo como protagonistas a Alberto Vila, Ana María Lynch y Rufino Córdoba.

## Sinopsis
La hija del dueño de una casa de modas se enamora del diseñador de un negocio similar competidor.

## Reparto
Colaboraron en la película los siguientes intérpretes:
- Alberto Vila ... Héctor Fernández Toledo
- Ana María Lynch ... Matilde Vidal
- Rufino Córdoba
- Susy del Carril ... Manuela Pérez "Coquita"
- Adrián Cúneo ... Morelli
- Bertha Moss ... Empleada
- Emilio Robert
- Hilda Sour ... Lolita / Condesa de Van der Litz
- Mercedes Díaz
- Luis Sandrini	 ...	Él mismo
- Hugo del Carril	 ...	Él mismo
- Amanda Ledesma	 ...	Ella misma
- César Ratti	 ...	Él mismo
- Emma Martínez	 ...	Ella misma

## Comentarios
Para Calki es un filme "Intrascentente y ameno" y según la crónica de La Nación:

"Se le ha dado demasiada importancia a ciertos recursos escénicos, como el desfile de modelos, lento y ecesivo en su condición de pasaje circunstancial y se ha buscado la hilaridad en un pesado recargo de chistes."